# بيتر كيووباسا
بيتر كيووباسا (بالبولندية: Piotr Kiołbassa)‏ (1837 – 23 يونيو 1905) هو سياسي أمريكي من أصل بولندي وناشط في أوساط البولونيين في شيكاغو. شغل منصب أمين خزينة مدينة شيكاغو ومفوض الأشغال العامة، وكان أول بولندي يُنتخب لمثل هذه المناصب في المدينة. عُرف بلقب "بيتر النزيه" (Honest Pete) لرفضه استغلال أموال المدينة لتحقيق مكاسب شخصية، مخالفًا تقليد بعض أسلافه.

## النشأة والهجرة
وُلد كيووباسا عام 1837 في بيدغوشتش، بولندا، وهاجر إلى الولايات المتحدة في شبابه. استقر في شيكاغو، حيث بدأ نشاطه بين أبناء الجالية البولندية التي كانت تنمو بسرعة في أواخر القرن التاسع عشر.

## النشاط السياسي
انضم كيووباسا إلى الحزب الديمقراطي، وتم انتخابه أمين خزينة مدينة شيكاغو، حيث تميز بنزاهته وشفافيته في إدارة الأموال العامة. كما شغل لاحقًا منصب مفوض الأشغال العامة في المدينة، حيث أشرف على مشاريع البنية التحتية.

## النشاط الاجتماعي والديني
كان كيووباسا من المنظمين الرئيسيين لإنشاء كنيسة القديس ستانيسلاوس كوستكا، التي أصبحت مركزًا للجالية البولندية الكاثوليكية في شيكاغو. كما شغل منصب رئيس الاتحاد البولندي الروماني الكاثوليكي في أمريكا، بهدف إعادة ولاء البولنديين إلى الكنيسة الكاثوليكية بعد موجة من الانقسامات الداخلية.

## الجدول الزمني
| السنة               | الحدث                                            |
| ------------------- | ------------------------------------------------ |
| 1837                | ولادته في بيدغوشتش، بولندا.                      |
| 1800s (منتصف القرن) | هجرته إلى الولايات المتحدة واستقراره في شيكاغو.  |
| 1870s               | مشاركته في تأسيس كنيسة القديس ستانيسلاوس كوستكا. |
| 1880s               | انتخابه أمين خزينة مدينة شيكاغو.                 |
| 1890s               | شغله منصب مفوض الأشغال العامة.                   |
| 1905                | وفاته في شيكاغو.                                 |

## الإرث
يُذكر بيتر كيووباسا كشخصية محورية في تاريخ الجالية البولندية في شيكاغو، إذ جمع بين النزاهة السياسية والنشاط الاجتماعي والديني، وساهم في تعزيز تمثيل البولنديين في الحياة العامة الأمريكية.